# Cristoforo di Oldenburg
Cristoforo di Oldenburg (1504 circa – Rastede, 4 agosto 1566) è stato Conte di Oldenburg e reggente della Danimarca dell'Est durante la Guerra dei Conti (1534-1536) che da lui prese il nome.

## Biografia

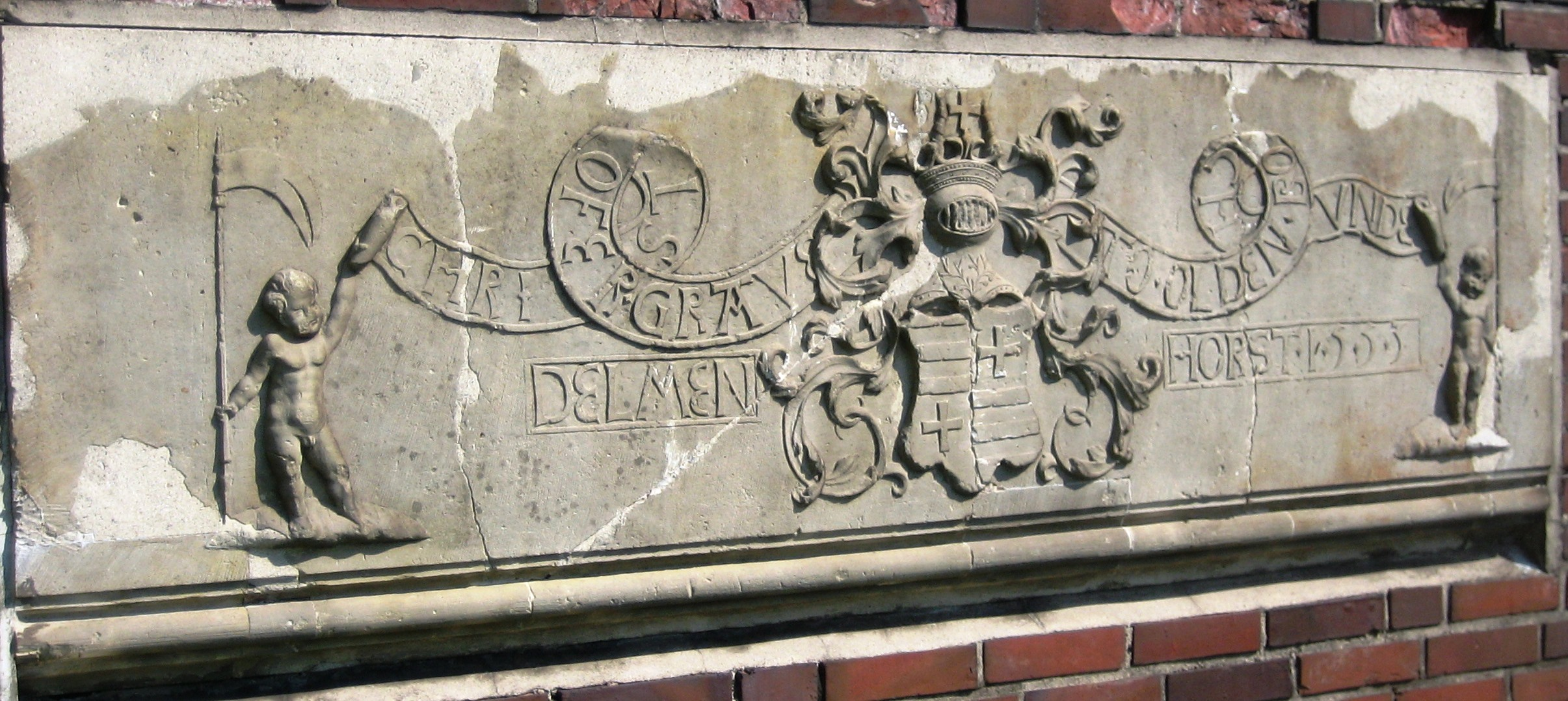
Stemma del conte Cristoforo di Oldenburg.

Egli era il nipote del Conte Gerardo VI di Oldenburg, fratello del Re Cristiano I di Danimarca. Da giovane venne educato alla carriera militare, soprattutto a giudicare dalle condizioni economiche dello stato che avrebbero spinto presto alla guerra. Egli venne descritto come ”condottiero intellettuale” in possesso di un'approfondita cultura riguardante la Grecia antica e di spiccate doti militari.
Come cugino di Cristiano II e Cristiano III egli ebbe interessi nella politica dei paesi scandinavi. Quando in Danimarca scoppiò la guerra civile nel 1534, alla morte di Federico I, Cristoforo che si era convertito al protestantesimo, venne inviato a Lubecca come comandante militare delle truppe danesi, Lubecca e protestanti contro Cristiano III e la nobiltà danese. La proposta formale di questa alleanza era la restaurazione di Cristiano II. Cristoforo stesso era stato proposto come successore della corona danese.

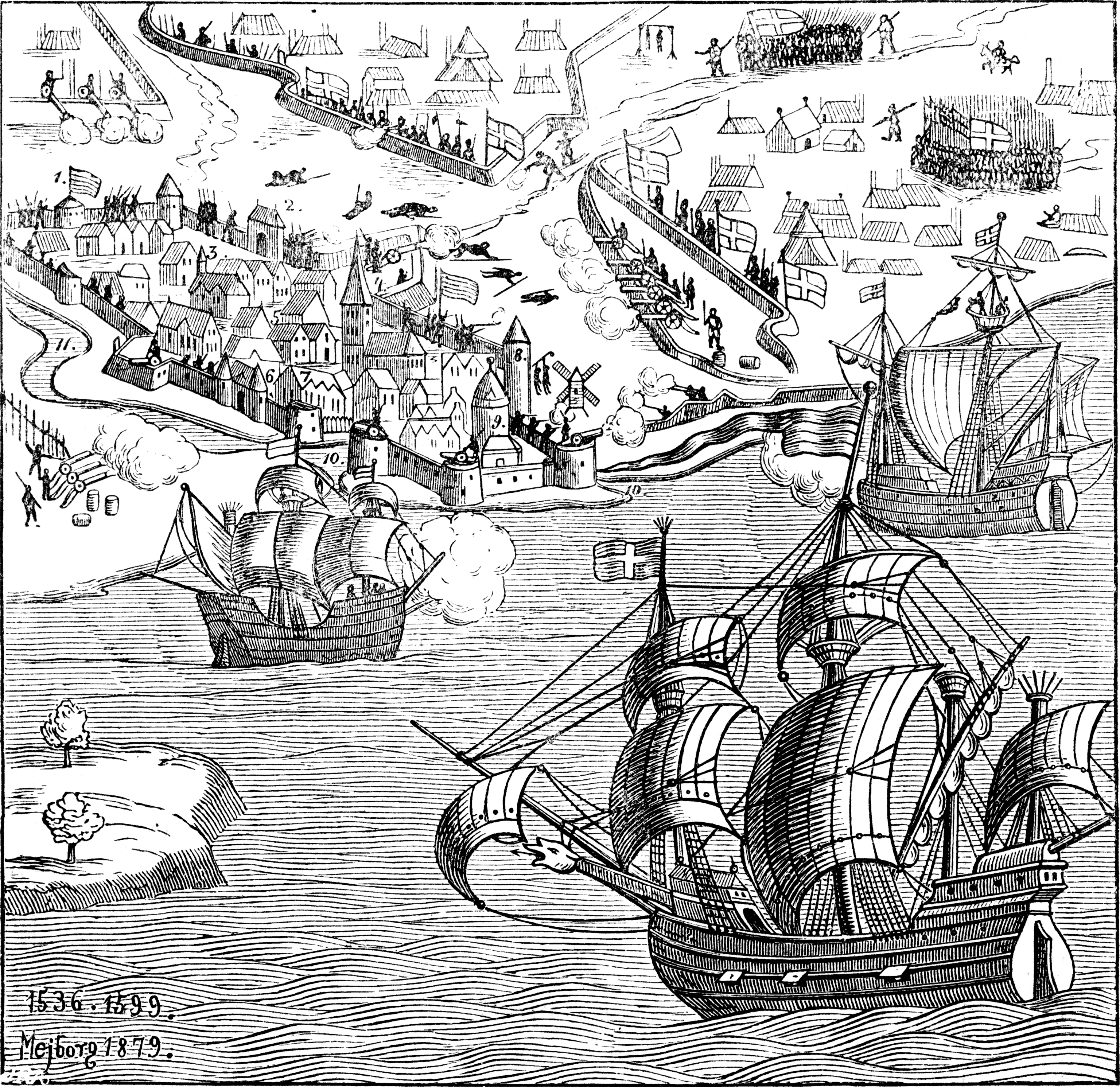
Assedio di Copenhagen (1535-1536).

Dopo un inizio promettente nel quale divenne reggente di Zelanda e Scania e dopo aver conquistato Fionia, si guadagnò numerosi alleati. Successivamente Lubecca venne coinvolta dal Duca Alberto VII di Meclemburgo-Güstrow nell'alleanza offertagli dal Re danese che creò gelosia tra i due signori. Cristiano III conquistò lo Jutland e Fionia e la defezione della Scania portò alla capitolazione di Cristiano a Copenhaghen.
Alla sua sconfitta egli ritornò a Oldenburg ma intervenne diverse volte nelle guerre della Germania del Nord. Tra le altre cose progettò un'invasione della Svezia e supportò la Lega di Smalcalda. Trascorse gli ultimi anni della sua vita in un monastero.

## Ascendenza
|                                        |                               |                                | Genitori |  |  | Nonni |  |  | Bisnonni              |  |  | Trisnonni                |  |
|                                        |                               |                                |          |  |  |       |  |  | Dietrich di Oldenburg |  |  | Cristiano V di Oldenburg |  |
|                                        |                               |                                |          |  |  |       |  |  | Dietrich di Oldenburg |  |  | Cristiano V di Oldenburg |  |
|                                        |                               | Agnese di Hohnstein-Herringen  |          |  |  |       |  |  | Dietrich di Oldenburg |  |  |                          |  |
| Gerardo VI di Oldenburg                |                               |                                |          |  |  |       |  |  | Dietrich di Oldenburg |  |  |                          |  |
|                                        |                               | Edvige di Schauenburg          | …        |  |  |       |  |  |                       |  |  |                          |  |
|                                        |                               | Edvige di Schauenburg          | …        |  |  |       |  |  |                       |  |  |                          |  |
|                                        |                               | Edvige di Schauenburg          | …        |  |  |       |  |  |                       |  |  |                          |  |
| Giovanni V di Oldenburg                |                               | Edvige di Schauenburg          |          |  |  |       |  |  |                       |  |  |                          |  |
|                                        |                               | Ottone VII di Tecklenburg      | …        |  |  |       |  |  |                       |  |  |                          |  |
|                                        |                               | Ottone VII di Tecklenburg      | …        |  |  |       |  |  |                       |  |  |                          |  |
|                                        |                               | Ottone VII di Tecklenburg      | …        |  |  |       |  |  |                       |  |  |                          |  |
| Adelaide di Tecklenburg                |                               | Ottone VII di Tecklenburg      |          |  |  |       |  |  |                       |  |  |                          |  |
|                                        |                               | Ermengarda di Hoya             | …        |  |  |       |  |  |                       |  |  |                          |  |
|                                        |                               | Ermengarda di Hoya             | …        |  |  |       |  |  |                       |  |  |                          |  |
|                                        |                               | Ermengarda di Hoya             | …        |  |  |       |  |  |                       |  |  |                          |  |
| Cristoforo di Oldenburg                |                               | Ermengarda di Hoya             |          |  |  |       |  |  |                       |  |  |                          |  |
|                                        | Sigismondo I di Anhalt-Dessau | …                              |          |  |  |       |  |  |                       |  |  |                          |  |
|                                        | Sigismondo I di Anhalt-Dessau | …                              |          |  |  |       |  |  |                       |  |  |                          |  |
|                                        | Sigismondo I di Anhalt-Dessau | …                              |          |  |  |       |  |  |                       |  |  |                          |  |
| Giorgio I, I principe di Anhalt-Zerbst | Sigismondo I di Anhalt-Dessau |                                |          |  |  |       |  |  |                       |  |  |                          |  |
|                                        |                               | Giuditta di Querfurt           | …        |  |  |       |  |  |                       |  |  |                          |  |
|                                        |                               | Giuditta di Querfurt           | …        |  |  |       |  |  |                       |  |  |                          |  |
|                                        |                               | Giuditta di Querfurt           | …        |  |  |       |  |  |                       |  |  |                          |  |
| Anna di Anhalt-Zerbst                  |                               | Giuditta di Querfurt           |          |  |  |       |  |  |                       |  |  |                          |  |
|                                        |                               | Alberto III di Lindau-Ruppin   | …        |  |  |       |  |  |                       |  |  |                          |  |
|                                        |                               | Alberto III di Lindau-Ruppin   | …        |  |  |       |  |  |                       |  |  |                          |  |
|                                        |                               | Alberto III di Lindau-Ruppin   | …        |  |  |       |  |  |                       |  |  |                          |  |
| Anna di Lindow-Ruppin                  |                               | Alberto III di Lindau-Ruppin   |          |  |  |       |  |  |                       |  |  |                          |  |
|                                        |                               | Anna di Schlesien-Glogau-Sagan | …        |  |  |       |  |  |                       |  |  |                          |  |
|                                        |                               | Anna di Schlesien-Glogau-Sagan | …        |  |  |       |  |  |                       |  |  |                          |  |
|                                        |                               | Anna di Schlesien-Glogau-Sagan | …        |  |  |       |  |  |                       |  |  |                          |  |
|                                        |                               | Anna di Schlesien-Glogau-Sagan |          |  |  |       |  |  |                       |  |  |                          |  |